# Ejn Hod
Ejn Hod (hebrejsky עֵין הוֹד, v oficiálním přepisu do angličtiny En Hod, přepisováno též Ein Hod) je vesnice typu společná osada (jišuv kehilati) v Izraeli, v Haifském distriktu, v Oblastní radě Chof ha-Karmel.

## Geografie
Leží v nadmořské výšce 127 metrů na zalesněných západních svazích pohoří Karmel, na hřbetu, který jižně od osady prudce spadá do údolí Nachal Hod a na severu do údolí Nachal Bustan.
Obec se nachází cca 4 kilometry od břehů Středozemního moře, cca 72 kilometrů severoseverovýchodně od centra Tel Avivu a cca 12 kilometrů jižně od centra Haify. Ejn Hod obývají Židé, přičemž osídlení v tomto regionu je převážně židovské. Ovšem 6 kilometrů na východ od vesnice leží na hřbetu Karmelu skupina sídel obývaných arabsky mluvícími Drúzy a cca 2 kilometry jihovýchodně od Ejn Hod také stojí vesnice Ejn Chaud osídlená izraelskými Araby.
Ejn Hod je na dopravní síť napojen pomocí lokální silnice číslo 7111, která sem odbočuje z dálnice číslo 4 v pobřežní nížině.

## Dějiny

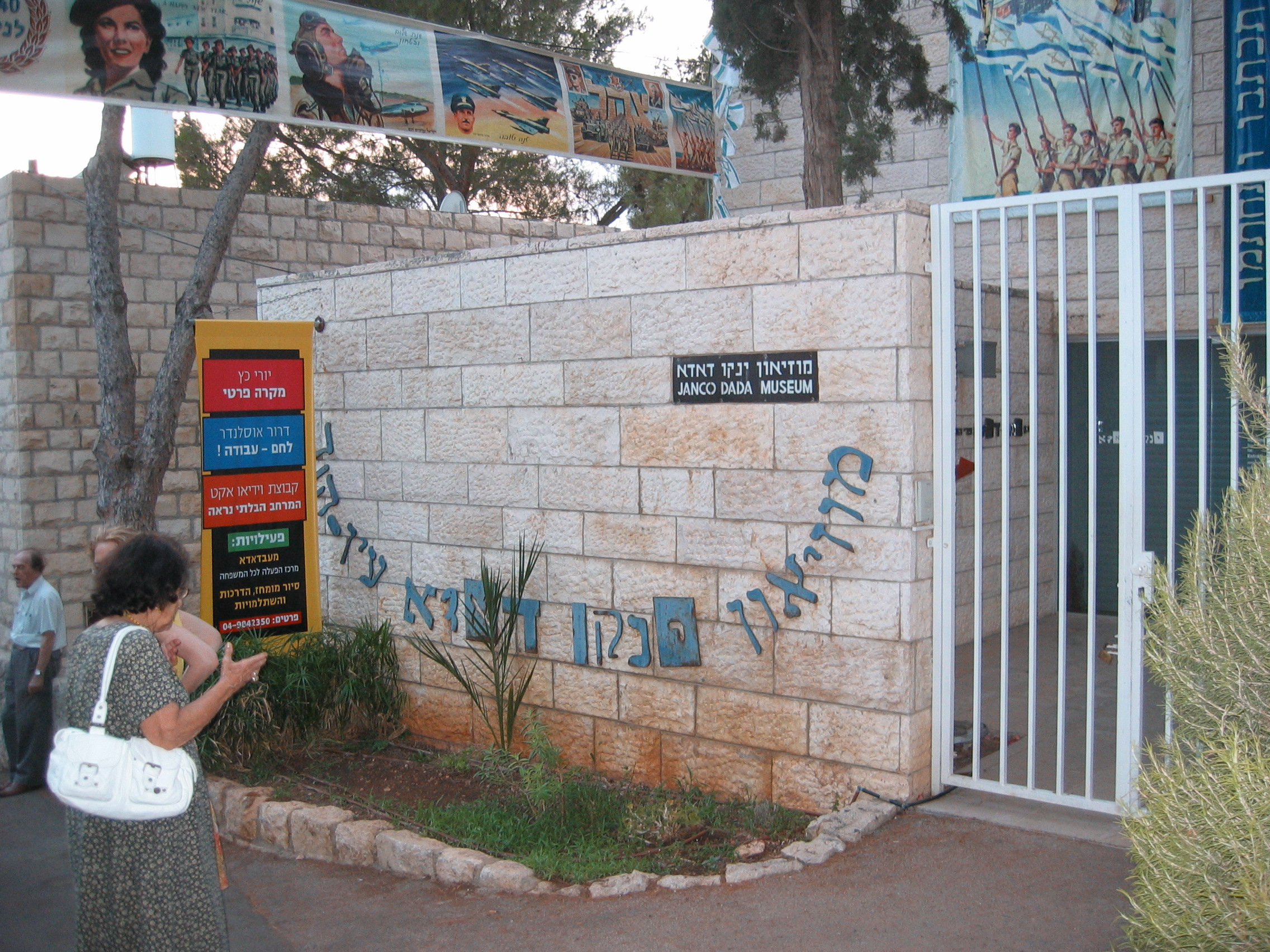
Muzeum Marcela Janko v Ejn Hod

Na místě současné vesnice Ejn Hod se do roku 1948 rozkládala arabská vesnice Ejn Chaud. Stála v ní mešita a chlapecká základní škola. Roku 1931 zde žilo 459 lidí v 81 domech. Během války za nezávislost v roce 1948 byla vesnice dobyta izraelskými silami a arabské osídlení tu skončilo. Na rozdíl od mnoha jiných arabských sídel ovládnutých Izraelci ale nedošlo k její demolici a zdejší zástavba byla zachována.
Nynější židovský Ejn Hod byl založen v roce 1954. Jeho obyvatelé se nastěhovali do opuštěné arabské vesnice. Jde o uměleckou kolonii, ve které žijí a prodávají své výrobky řemeslníci, malíři, keramici apod. Nachází se zde i muzeum dadaistického malíře Marcela Janco, který patřil mezi zakladatele kolonie.
Část Arabů vysídlených roku 1948 z Ejn Chaud se v následujících dekádách snažila domoci návratu do svých domovů. Nakonec založili provizorní osadu cca 2 kilometry jihovýchodně odtud. Ta byla nakonec uznána za oficiální sídlo pod jménem Ejn Chaud a stala se členskou obcí Oblastní rady Chof ha-Karmel.

## Demografie
Podle údajů z roku 2014 tvořili naprostou většinu obyvatel v Ejn Hod Židé (včetně statistické kategorie "ostatní", která zahrnuje nearabské obyvatele židovského původu ale bez formální příslušnosti k židovskému náboženství).
Jde o menší sídlo vesnického typu s dlouhodobě rostoucí populací. K 31. prosinci 2014 zde žilo 583 lidí. Během roku 2014 populace klesla o 0,5 %.
| Rok            | 1961 | 1972 | 1983 | 1995 | 2001 | 2003 | 2004 | 2005 | 2006 | 2007 | 2008 | 2009 | 2010 | 2011 | 2012 | 2013 | 2014 |
| -------------- | ---- | ---- | ---- | ---- | ---- | ---- | ---- | ---- | ---- | ---- | ---- | ---- | ---- | ---- | ---- | ---- | ---- |
| Počet obyvatel | 27   | 168  | 191  | 336  | 432  | 464  | 472  | 486  | 519  | 546  | 559  | 522  |      | 537  | 556  | 586  | 583  |